# James Turrell
James Turrell (Los Angeles, 6 de maio de 1943) é um artista plástico norte-americano. Foi um bolsista MacArthur em 1984.[carece de fontes?]
Trabalha com luz e espaço. Vive e trabalha em Flagstaff (Arizona) e na Irlanda. 

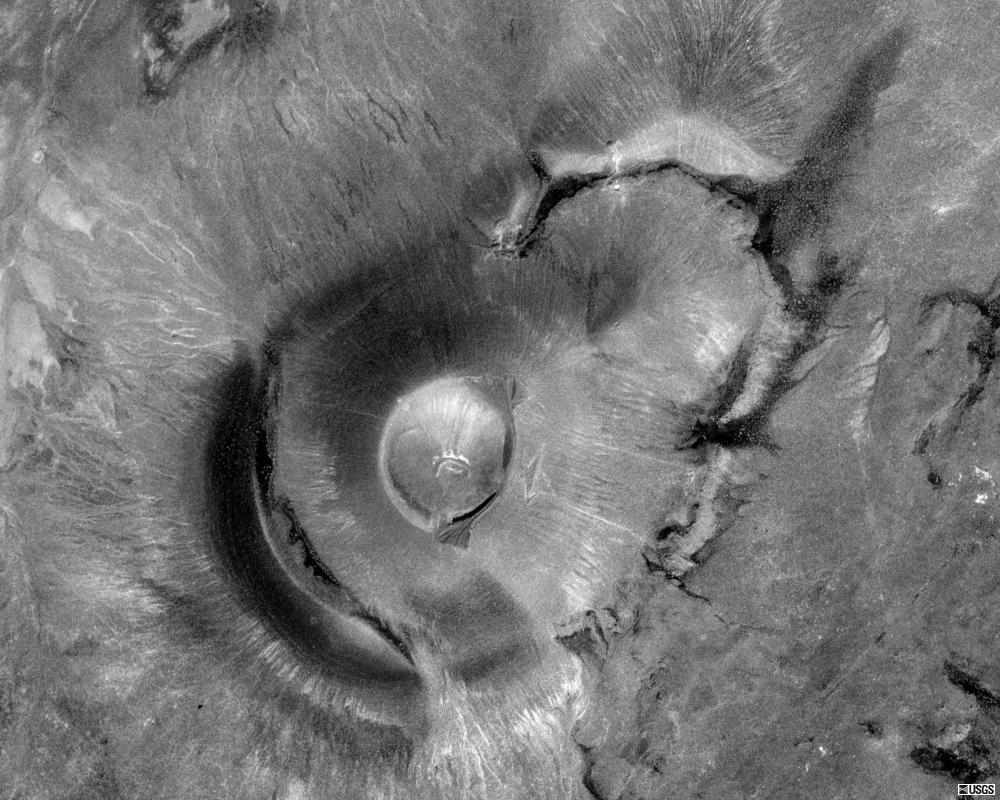
Imagem da Roden Crater, obra de Turrell

Turrell cresceu em Pasadena, juntamente com seu pai Archibald Milton Turrell, engenheiro aeronáutico, que lhe forneceu os primeiros rudimentos em mecânica do motor e voo, e sua mãe Margaret Hodges (médica). Em 1961 obteve o seu diploma na Pasadena High School, e em 1965 foi "Bacharel em Artes" em "Psicologia e Matemática" no Pomona College em Claremont. Foi nessa faculdade que Turrell conheceu alguns dos professores que exerceram sobre si uma grande influência, incluindo Graham Bell, o professor de psicologia Paul Vitz e o de astronomia Robert Chambers.
No final da faculdade, -sematriculou na Universidade da Califórnia em Irvine, onde estudou durante cerca de dois semestres, familiarizando-se com alguns dos artistas minimalistas californianos - entre os quais Tony DeLap, John McCraken e David Gray. Em 1966, alugou um hotel em desuso (Mendota) para criar um estúdio no interior e um lugar onde poderia exibir as suas obras. Aqui foram exibidas as primeiras "projeções Cross Corner": placas metálicas perfuradas do tamanho de um slide, que são projetadas com ângulos precisos em paredes adjacentes, dando ao observador a impressão da presença de um sólido luminoso. Entre essas projeções, a mais conhecida foi "Afrum" (mais tarde renomeada para Afrum-proto). Em 1967, a sua primeira exposição pessoal foi encenada no Pasadena Art Museum.
As suas experiências com luz continuaram nos anos seguintes e Turrell dedicou-se em particular às modalidades de percepção humana em ambientes controlados, ou em condições de alteração perceptual, em conjunto com seu colega Robert Irwin e o psicólogo Edward Wortz.